# Еспирито Санто
Еспѝрито Са̀нто (на португалски Espírito Santo, изговор на Бразилски португалски Еспириту Санту) е един от 26-те щата на Бразилия. Разположен е в югоизточната част на страната. Столицата му е град Витория. Еспирито Санто е с обща площ от 46 077.52 км² и население от 3 464 285 души (2006).

## Административно деление
Щатът е поделен на 4 региона, 13 микрорегиона и 78 общини.

## Население
3 464 285 (2006)
Урбанизация: 82,2% (2006)
Расов състав:
- мулати – 1 761 318 (50,7%)
- бели – 1 438 236 (41,4%)
- чернокожи – 260 000 (7,5%)
- азиатци и индианци – 13 000 (0,4%)